# Modesto Acosta De la Rosa
Modesto Acosta De La Rosa (Sevilla, 14 de junio de 1994) es un futbolista español que se desempeña como defensor.

## Trayectoria
El jugador se formó en las categorías inferiores del Sevilla FC y pertenecía al conjunto juvenil sevillista que ganó en 2013 la Copa de Campeones. Además, en la temporada 2013/2014 debutó en Primera División con el Sevilla FC ante el Getafe CF.
Tras su paso por el Sevilla firmó por el Alcoyano en segunda ‘B’ y en verano de 2016 se comprometía con el Levante UD para jugar en su filial, pero tras jugar sólo dos partidos con el club valenciano, en diciembre de 2016 llega al Albacete Balompié y del que llega libre tras desvincularse del club ‘granota’ el pasado 5 de diciembre.

## Clubes
| Club              | País   | Año         |
| ----------------- | ------ | ----------- |
| Sevilla Atlético  | España | 2013 - 2015 |
| Sevilla FC        | España | 2015        |
| CD Alcoyano       | España | 2015-2016   |
| At. Levante UD    | España | 2016 - 2017 |
| Albacete Balompié | España | 2017 - 2018 |
| Mora CF           | España | 2018 - 2019 |
| CD Torrijos       | España | 2020        |
| CD Villacañas     | España | 2020 - 2021 |
| U.D. Tomares      | España | 2021 - 2022 |
| C. D. Oduciarosal |        | 2023 - 2024 |